# Список Героев Таджикистана
- Гафуров, Бободжан Гафурович — 1997
- Айни, Садриддин — 1998
- Рахмон, Эмомали — 1999[1]
- Турсун-Заде, Мирзо — 2001
- Нусратулло Махсум (Лутфуллоев Нусратулло) — 2006 год[2]
- Шириншо Шотемур (Шириншо Шотемуров) — 2006 год[2][3]